# Mirafiori Sud
Mirafiori Sud è una zona di Torino, con una vasta superficie che comprende gran parte della periferia sud-ovest del capoluogo piemontese. Era la denominazione della Circoscrizione 10 della città, dal 2016 accorpata con la Circoscrizione 2 (Reg. comunale di decentramento n. 374/2016)
Il territorio di Mirafiori,  deve il suo nome a un antico castello sabaudo, detto appunto Miraflores, fatto costruire da Carlo Emanuele I alle porte meridionali di Torino nel 1585, come regalo alla moglie spagnola Caterina Michela d'Asburgo, ed andato successivamente distrutto.
La zona è nota alla storia del XX secolo soprattutto per l'omonimo impianto industriale automobilistico della FIAT torinese, in passato grande polo produttivo, tanto che la rese una delle più popolose della città.

## Urbanistica
Il quartiere confina:
- a est col quartiere Lingotto, attraverso corso Unione Sovietica nel tratto corso Tazzoli-via Vigliani, e Borgo San Pietro, frazione di Moncalieri (piazza Bengasi-via Sestriere)
- a nord coi quartieri Nizza Millefonti e Lingotto, rispettivamente attraverso via Vigliani nel tratto fino all'asse della linea ferroviaria Torino-Genova, quindi sempre via Vigliani fino al piazzale Caio Mario, e ancora col quartiere Mirafiori Nord attraverso corso Tazzoli, nel tratto da corso Unione Sovietica a piazza Cattaneo e, attraverso corso Orbassano, nel tratto da piazza Cattaneo fino a strada del Portone
- a ovest con un piccolo tratto dell'interporto di Torino, più un tratto con Beinasco, attraverso via Gorini-Cimitero Parco (detto anche Cimitero di Torino Sud, il secondo più grande della città), quindi con un tratto col comune di Grugliasco a ridosso dell'inceneritore di frazione Gerbido, infine con lo svincolo della tangenziale autostradale di corso Orbassano (borgo "Le Fornaci", di nuovo sotto Beinasco)
- a sud con Beinasco (borgo "Le Fornaci"), dal tratto di Tangenziale Sud di Torino svincolo di corso Orbassano fino allo svincolo di Stupinigi (frazione di Nichelino), e con lo stesso comune di Nichelino attraverso il torrente Sangone

Mirafiori Sud costituiva una circoscrizione a sé, prima di essere accorpata alla quella di Santa Rita -Mirafiori Nord ed è una delle circoscrizioni più vaste di Torino  e si può dividere in alcune principali macrozone:
- l'area occidentale è occupata principalmente dal Cimitero Parco, detto anche Cimitero di Torino Sud, il secondo cimitero della città, e dal raccordo della A55 di corso Orbassano
- l'area stabilimento FIAT, compresa tra corso Orbassano, corso Tazzoli, corso Agnelli, corso Unione Sovietica e via Carlo Biscaretti, parte di via Faccioli essenzialmente occupata da impianti industriali
- Mirafiori Sud, il quartiere che ha lo stesso nome della circoscrizione ex 10, è chiuso tra via Plava, Via Anselmetti, Strada del Drosso, Via Faccioli. Al suo interno troviamo Via Giovanni Roveda, Via Quarello e via Negarville con la Chiesa parrocchiale di San Luca.
- Il Villaggio (Vilagi), detto anche Cime Bianche é una zona abitativa compresa tra via Biscaretti e via Plava, sorta e popolata durante la crescita occupazionale della Fiat negli anni sessanta
- Città Giardino, furono costruite diciannove villette uni o bifamiliari tra via Plava e le sue vie trasversali, dotate di piccoli giardini e piccoli orti. Le realizzò l'Ente Nazionale della Città Giardino, nato per portare anche in Italia la filosofia britannica delle garden cities. Lo stile di queste case è elegante e gradevole, ispirato al liberty, che si era affermato a Torino nel decennio precedente: le cornici presentano motivi floreali e greche di ricordo classico, i balconi sono in ferro battuto, i portoncini sono incorniciati da reminiscenze di gusto classico (garden city)
- il rione compreso tra corso Unione Sovietica, strada delle Cacce, via Onorato Vigliani, strada del Castello di Mirafiori, il cui fulcro rimane il mercato rionale di via Cesare Pavese, oltre che la parrocchia S.S. Apostoli di via Togliatti/via Farinelli/Giardini Ravera, e la storica Borgata Mirafiori
- la vasta area verde del Parco Colonnetti, che comprende gli impianti sportivi del CUS Torino e quelli scientifici dell'ex-C.N.R., poi diventato Istituto elettrotecnico nazionale Galileo Ferraris, oggi Istituto nazionale di ricerca metrologica. Il vasto parco verde sorge sui resti del vecchio aeroporto, chiamato "Campo di Volo Mirafiori" o "Aeroporto Gino Lisa", mentre oggi è diventato una vera e propria riserva naturalistica
- Basse di Mirafiori (Basse 'd Mirafior) o Basse Lingotto, una zona compresa tra via Artom, il confine con via Sestriere di Moncalieri e il torrente Sangone di Nichelino, caratterizzata da case in mattone rosso, basse e popolari, con la chiesetta delle Suore Lauretane di via Chiala 14, e che furono costruite per gli operai della FIAT, proprio dietro i casermoni di via Artom

## Storia

### Le origini
La parte occidentale fu inizialmente popolata da alcuni monaci benedettini cistercensi di Staffarda nel XIII secolo, presso quella che, qualche decennio dopo, da semplice grangia diventerà la fortificazione detta del Drosso, sui confini con Beinasco, oggi ancora in buone condizioni.

“Mirafiori” invece, deriva dal Castello di Miraflores, oggi inesistente, sorto nel 1580 sulle rive settentrionali del torrente Sangone, sui resti di una villa detta La Pellegrina, già proprietà di tale Emanuele Filiberto Pingone
 e rivenduta ai Savoia. Il castello, provvisto altresì di eleganti giardini fioriti, venne chiamato Mira-fiori, quindi donato da Carlo Emanuele I alla sua sposa Caterina d'Asburgo e di Spagna nel 1585, da cui il nome spesso citato in lingua spagnola. Intorno al castello si formò quindi un borgo, più una annessa chiesa in stile barocco rustico (1617), per iniziativa di Vittorio Amedeo I, la Chiesa della Visitazione di Maria Vergine e di San Barnaba, ancor oggi esistente. I poderi più antichi e le botteghe furono costruite lungo la Strada del Castello, delle quali, ad esempio, si attesta la morte di un panettiere durante la peste del 1599.

Il Castello cominciò poi il suo declino durante le incursioni francesi del 1646-1706, mentre i Savoia decisero di costruire le loro residenze altrove, a Venaria e Stupinigi. In questo periodo, proprio grazie alla nascente Palazzina di Stupinigi, venne costruito un lungo viale alberato che doveva collegare il centro della città, corso Stupinigi ovvero l'attuale Corso Unione Sovietica, che taglia in due il quartiere, terre che furono delle famiglie Pelassa e Coggiola.

Nel 1867 poi, il conte Cesare Balbo donò alla comunità parrocchiale un terreno, dove fu possibile creare un piccolo cimitero nel 1876, di cui ne restano ancor oggi tracce tra corso Unione Sovietica e il torrente Sangone.

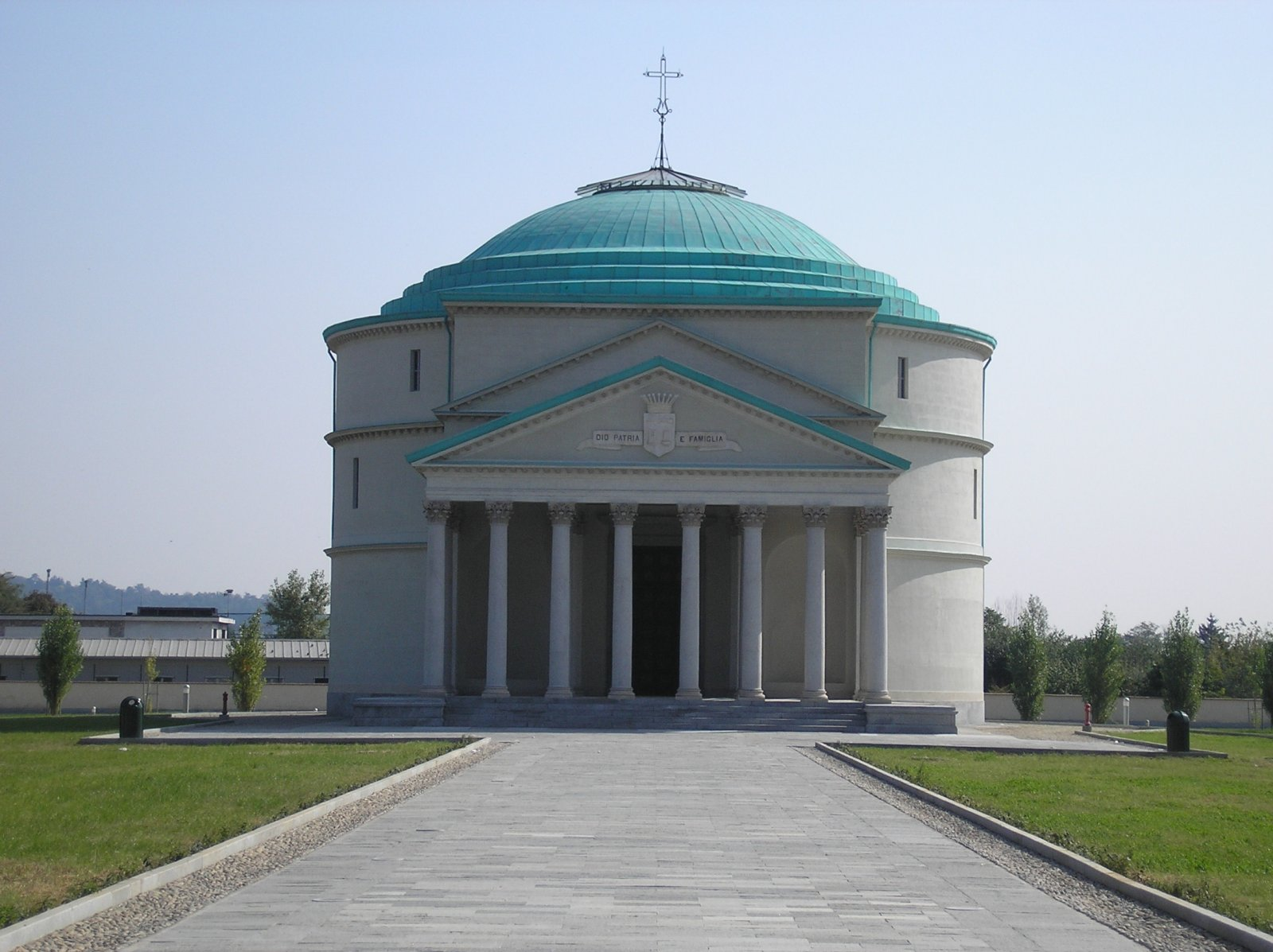
Mausoleo della Bela Rosin

Il Castello di Mirafiori cadde definitivamente in rovina sul finire del XIX secolo, proprio ai tempi di Rosa Vercellana, soprannominata la Bela Rosin, Contessa di Mirafiori e di Fontanafredda, già moglie morganatica del re Vittorio Emanuele II; a causa dell'incuria, e soggetto continuamente alle esondazioni del vicino torrente Sangone, le rovine del Castello furono praticamente abbattute nel 1888-1890, mentre fu contemporaneamente completato l'adiacente Mausoleo della Bela Rosin, morta tre anni prima. Nel 1885 inoltre, una linea tramviaria a vaporiera raggiungeva il borgo della linee per Vinovo-Piobesi, ma fu dismessa nel secondo dopoguerra.

### Il XX secolo
Nel 1906, nacque il primo ippodromo torinese, dove oggi c'è la zona di Piazza Guala. Cuore di un'ippica di rango, fu diretto da nobili come il conte Giuseppe Tarino di Gropello, Vittorio Balbo Bertone di Sambuy, Enrico Marone Cinzano, ed ancora Federico Tesio, fino alla lunga permanenza della stessa famiglia Agnelli e della fabbrica Fiat Mirafiori. L'ippodromo fu dismesso nel 1958, per lasciare spazio al nuovo rione di alti palazzi e spostare le gare all'allora nascente ippodromo di Garino di Vinovo, nella prima cintura della città. Dell'ippodromo Mirafiori non rimane nulla, se non alcune foto d'epoca e una breve citazione nel film Totò lascia o raddoppia? del 1956.

Nell'inverno 1910-11 poi, nacquero le officine aeronautiche e l'Aeroporto di Torino-Mirafiori (detto "Campo di Volo Mirafiori" o "Aeroporto Gino Lisa"), successivamente utilizzato per scopi militari. Fu dismesso nel secondo dopoguerra, per lasciar spazio all'attuale Parco Colonnetti e passare tutta l'aviazione torinese all'Aeroporto di Corso Marche (Torino Ovest) e successivamente a quello di Caselle (1953).

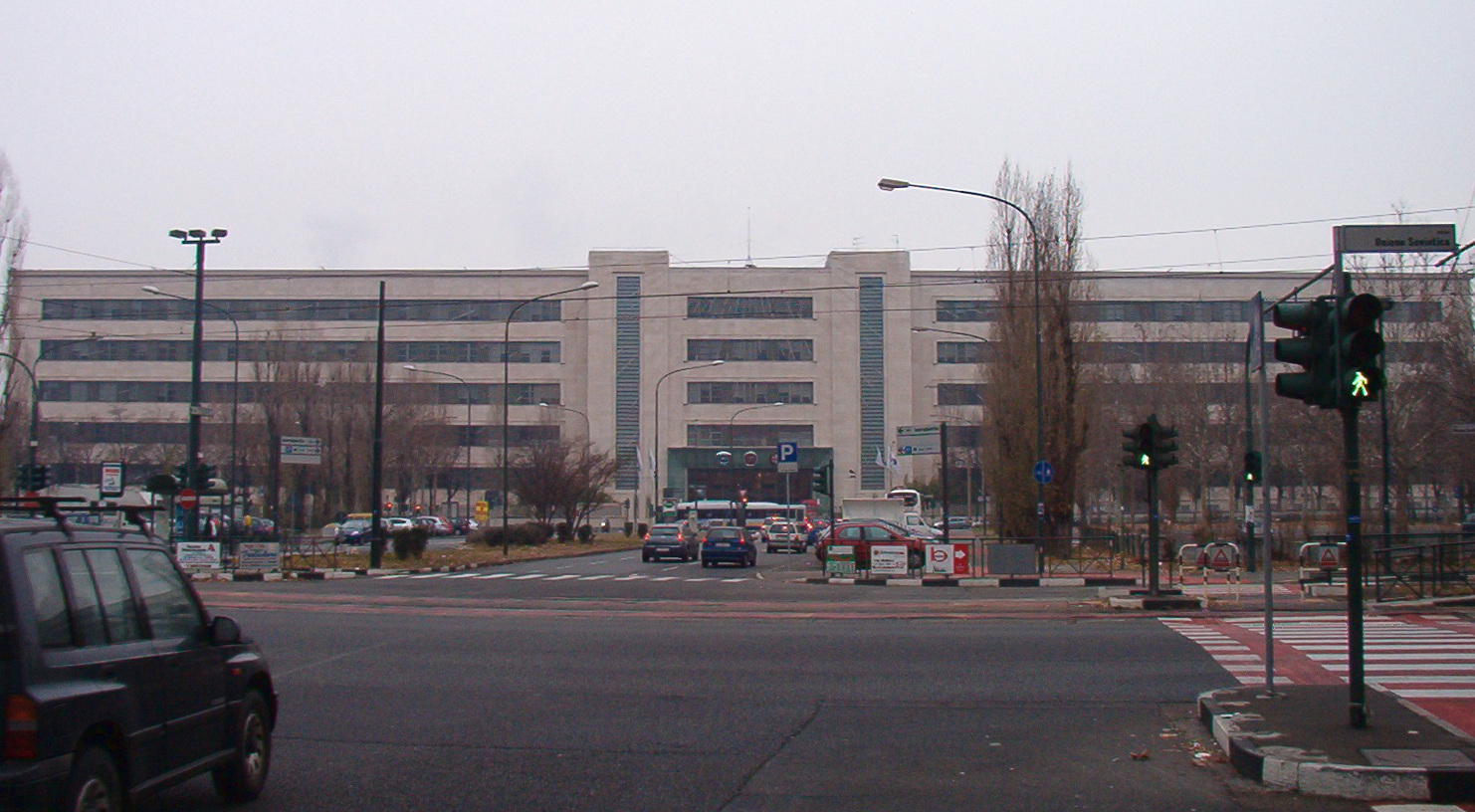
L'ingresso storico (Porta 5) della Fiat Mirafiori.

### I problemi sociali
Il 1939 fu l'anno della costruzione dello stabilimento automobilistico industriale Fiat Mirafiori. Dagli anni cinquanta, Torino divenne meta di grandi migrazioni interne, che l'espansione dell'industria richiamò soprattutto dal Triveneto e dall'Italia meridionale. Agli inizi degli anni sessanta la popolazione nel quartiere decuplicò, arrivando a circa 40 000 abitanti
. Nel 1962, il Comune deliberò l'incremento del piano "Torino Casa", con la costruzione di circa 800 alloggi in locazione. Tra il 1963 e il 1971 l'intervento di società come Gescal, Iacp e Poste, favorì la costruzione di altri 17000 alloggi.
Le aree operaie e popolari furono soprattutto concentrate in strada del Drosso, via Negarville, via Roveda, via Farinelli, via Onorato Vigliani e via Artom.
In particolare, via Artom, prospiciente al Parco Colonnetti, area di proprietà del Comune e dell'Università agraria, fu destinata a edilizia residenziale pubblica: i nuovi quartieri, denominati M22, M23 e M24 comprendevano anche otto edifici di nove piani, costruiti tra il 14 aprile 1965 e il 14 aprile 1966, provvisti di 780 alloggi realizzati con tecnica di prefabbricazione integrale, brevetto francese già definito "obsoleto" nel paese d'origine. Di questi appartamenti, 87 furono assegnati a famiglie che avevano chiesto un cambio di alloggio, 321 a vincitori di concorso pubblico, 342 a persone trasferite in modo coatto dai baraccamenti delle casermette di Borgo San Paolo (1500 individui, in media 6-7 persone per 35–38 m², con punte anche di 16-17 persone, indigenti, sinistrati, alluvionati del Polesine, ex internati) e dal casermone di via Verdi (dopo la demolizione del quale fu costruito il Palazzo delle Facoltà umanistiche, Palazzo Nuovo). Gli ex baraccati furono soprattutto giovani immigrati con le loro famiglie, con non pochi problemi economici.
 Negli anni settanta, via Artom assunse presto una connotazione negativa, poiché caratterizzata da abitanti con problematiche sociali, alta densità abitativa e con un quartiere-dormitorio isolato dalle zone circostanti e con scarsi servizi.

### La riqualificazione

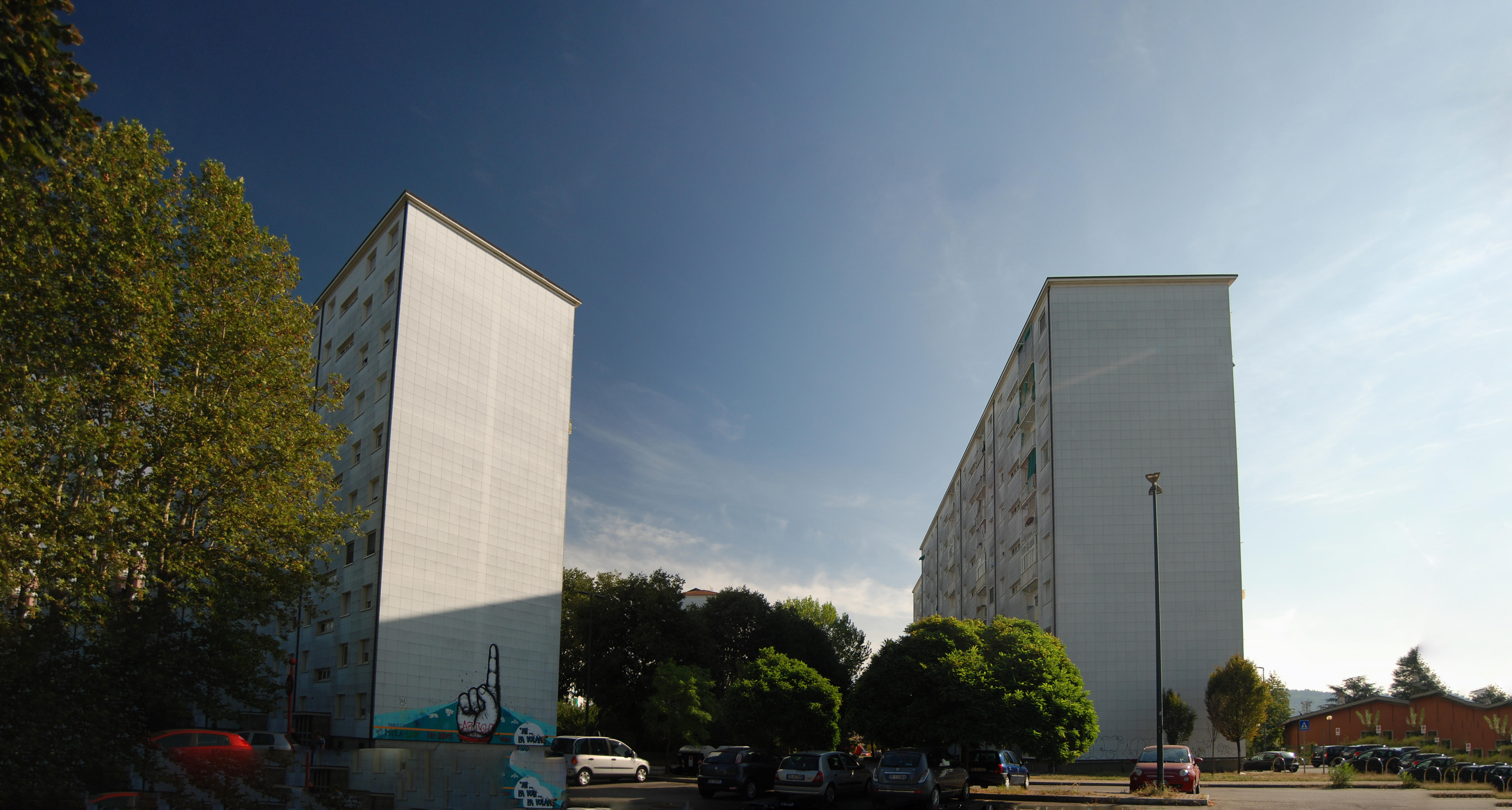
Torri residenziali in Via Artom

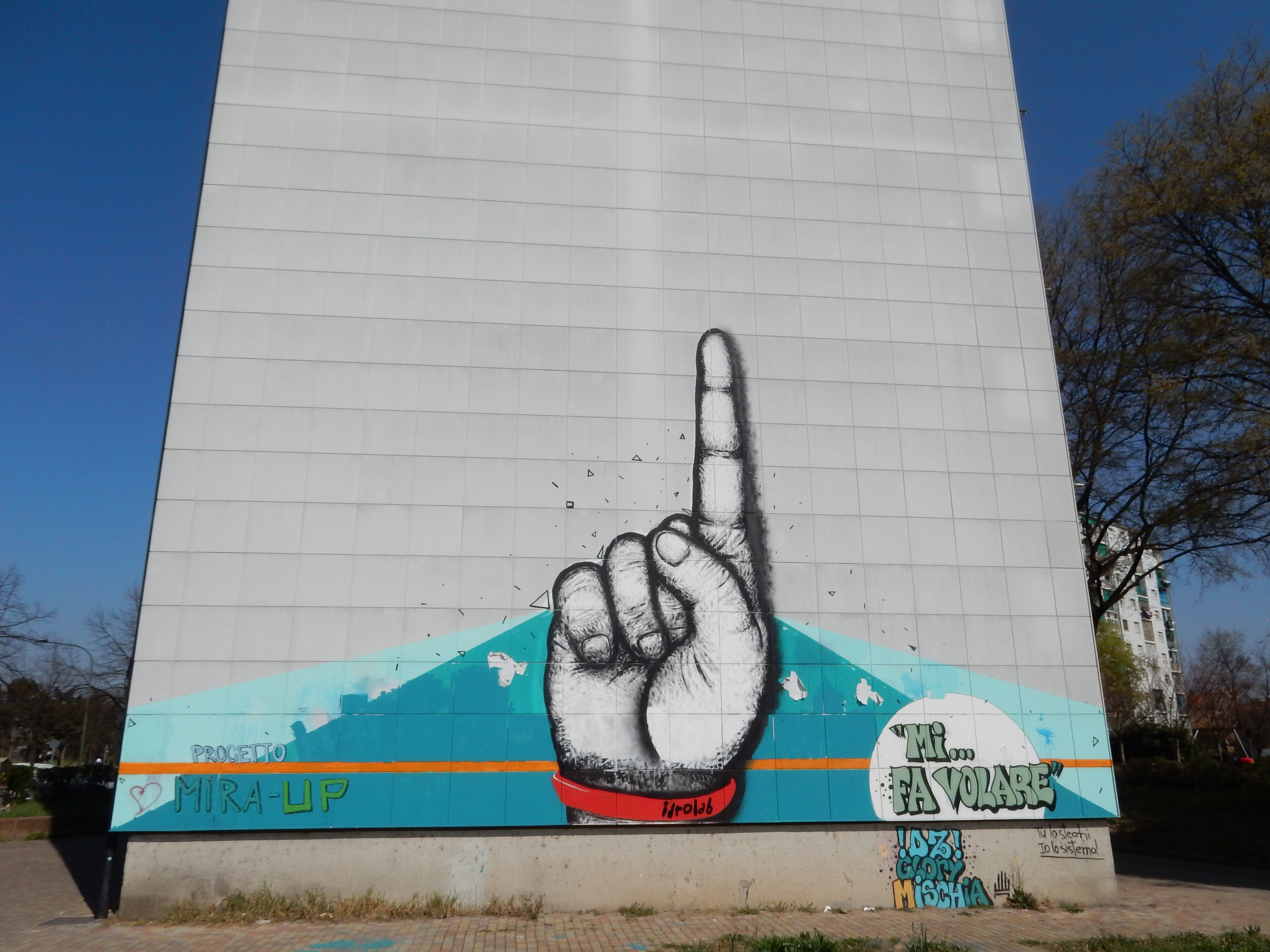
Murales in Via Artom

Tra il 1975 e il 1983, la Giunta comunale Novelli cominciò a rivolgere attenzione al quartiere, realizzando alcuni spazi per l'aggregazione, lo sport, scuole, servizi sociali e sanitari, potenziamento dei trasporti.
 
Negli anni novanta un P.R.U. (Piano di Recupero Urbano) finanziò il nuovo ponte stradale di via Artom sul torrente Sangone, denominato "Ponte Europa" (che collega con la vicina Nichelino) ed il potenziamento di altre linee di trasporto pubblico.

Al momento dell'abbattimento dell'edificio di via Garrone 73 (28 dicembre 2003) e dello smantellamento di via Artom 99, 349 alloggi su 780, pari al 45%, erano ancora abitati dagli assegnatari originari o da un familiare o convivente, subentrato per voltura del contratto di locazione: 349 famiglie per quarant'anni hanno abitato, e molte di queste continuano ad abitare, in via Artom, in cui hanno ormai radici profonde.

Il 2006 fu un altro obiettivo per riqualificare il quartiere (e Torino in genere) grazie alle Olimpiadi Invernali, quindi allo sfruttamento degli impianti sportivi del Parco Colonnetti, e di cui rimane ancora il ricordo delle due piccole statue-mascotte, "Gliz" e "Neve", raffigurate all'angolo di via Vigliani-via Artom.

Dal 2011 viene istituita, a ridosso del Parco Colonnetti su via Artom/via Panetti, la Locanda  e Casa nel Parco , sede della Fondazione Mirafiori-
"Torino Nuova Economia"  è una società di intervento, a capitale prevalente pubblico, costituita nel 2005 da Regione Piemonte, Provincia di Torino, Città di Torino e Fiat SpA per dare attuazione a uno degli obiettivi del Protocollo di Intesa finalizzato al mantenimento nell'area di Mirafiori di un polo di attività produttive. Le aree sono collocate nel quadrante urbano che rappresenta la Porta Sud di accesso alla Città di Torino, e articolate in Zona A, Zona B e Zona C, hanno complessivamente una superficie di circa 300 mila metri quadrati che progressivamente vengono restituite al tessuto urbano mediante interventi di riqualificazione urbanistico edilizi e di valorizzazione socio-economica.

### Edifici storici, spazi espositivi e d'interesse
- L'Heritage Hub ha sede nei locali dell'ex Officina 81 di Via Plava, 86  - uno degli storici impianti di produzione meccanica Fiat all'interno del comprensorio industriale di Mirafiori. Gli oltre 15000 m² di superficie contengono gli uffici del team Heritage, una mostra che racconta la storia dello stabilimento di Mirafiori, e anche la collezione aziendale di vetture prodotte dai marchi Fiat, Lancia ed Abarth. Lo spazio include anche una selezione di vetture Alfa Romeo, Autobianchi e Jeep, nonchè una sezione - l’Area Motori - dedicata ai motori d’epoca
- Borgata Mirafiori, lungo strada comunale di Mirafiori, sorta intorno all'omonimo castello intorno al XVII secolo come nucleo di cascinali ed edifici ad uso agricolo, fu riconvertita a uso residenziale e riqualificata dal Comune di Torino nel 2013-2014[11]
- Chiesa della Visitazione di Maria Vergine e di San Barnaba
- Mausoleo della Bela Rosin
- Resti delle infrastrutture dell'aeroporto di Mirafiori con lapide commemorativa di Gino Lisa, in Strada delle Cacce
- Castello del Drosso, al confine con Beinasco

### Stabilimenti e scuole superiori
- I comprensori industriali Fiat Mirafiori-FCA Italy-CNH Industrial-FPT Industrial-Stellantis
- L'Istituto elettrotecnico nazionale Galileo Ferraris di Strada delle Cacce, 91, sulla parte occidentale del Parco Colonnetti, che, insieme all'Istituto di metrologia "Gustavo Colonnetti" è parte dell'Istituto nazionale di ricerca metrologica; eccellenza torinese e italiana delle scienze delle misure elettriche, è noto alla storia per possedere il precisissimo orologio atomico, che fornisce il servizio di segnale orario italiano
- Ex-stabilimento di fanali per automobili "Carello (azienda)", in Corso Unione Sovietica 600, della famiglia Carello (alla quale apparteneva anche la madre di Mike Bongiorno) ed ora proprietà di Magneti Marelli dal 1988.
- I.I.S. "Primo Levi" (ex I.T.I.S. Ottavo, ora liceo scientifico tecnologico, elettronica, elettrotecnica, liceo scientifico tradizionale e biennio integrato, liceo scientifico sportivo), in Corso Unione Sovietica 490

### Impianti sportivi

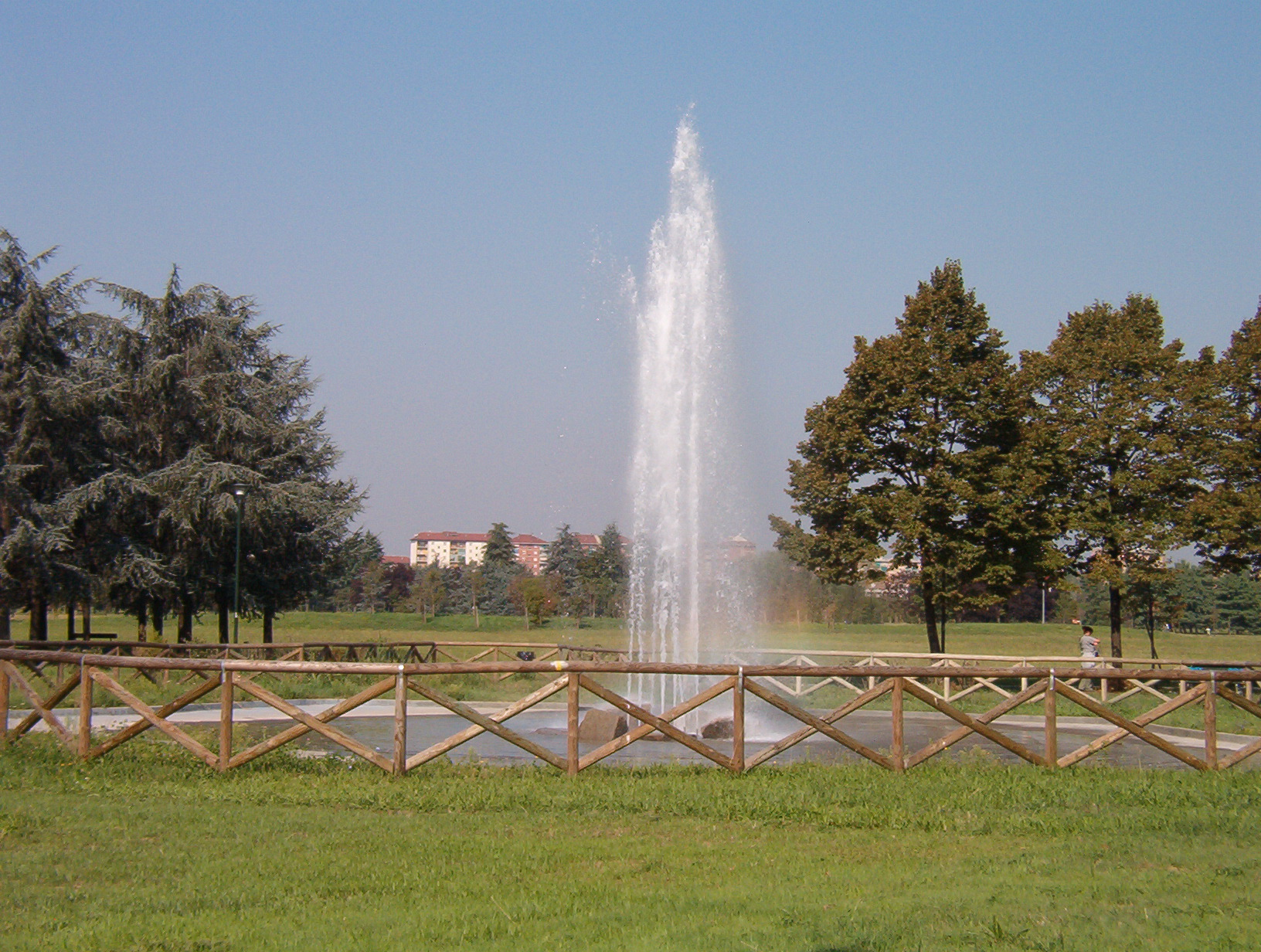
Fontana al Parco Colonnetti.

Le vaste aree verdi del quartiere dispongono di significativi impianti sportivi:
- CUS Torino: il Centro Universitario Sportivo di Torino ha all'interno del Parco Colonnetti una struttura polivalente per l'atletica leggera, 4 campi polivalenti all'aperto uso promiscuo calcio a 5/pallavolo/tennis, 2 campi coperti uso promiscuo basket/pallavolo
- Cus Torino di Via Quarello 15: oltre alla classica sala pesi e ai corsi di fitness, si possono trovare anche corsi di:
  - Crossfit
  - Braccio di ferro sportivo
  - Allenamento funzionale o ginnastica funzionale
  - Powerlifting: consiste in quell’attività sportiva e competitiva che consiste nel sollevamento massimo di un peso

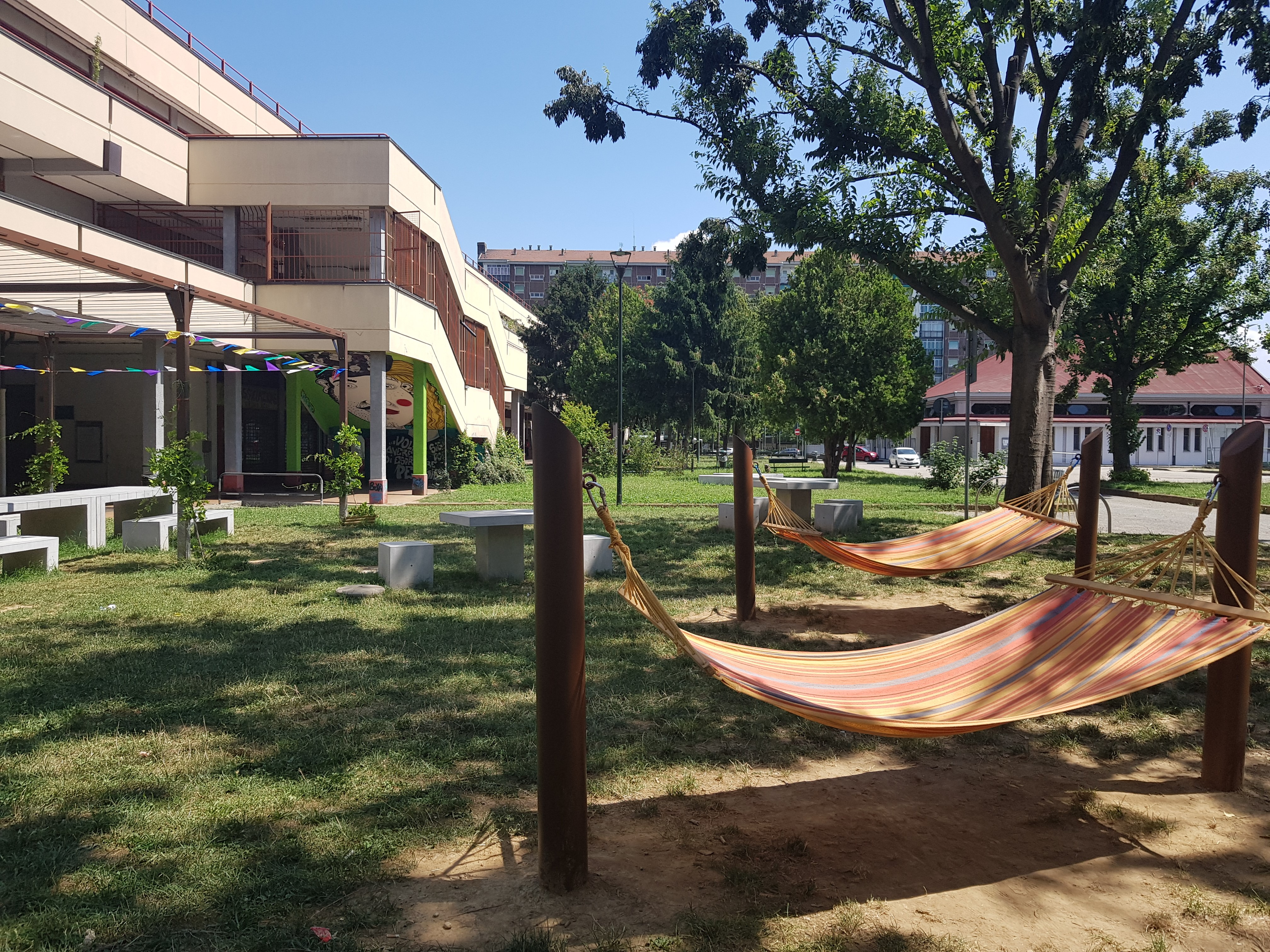
Giardino Emilio Pugno in Via Negarville 8

- Centro sportivo dell'A.S. Nizza Millefonti: questo club di calcio, considerato nell'opinione pubblica "la terza squadra di Torino", sebbene abbia origine nel quartiere di Nizza Millefonti ha negli anni '90 acquisito la proprietà di cinque campi da calcio situati nell'odierno Parco Sangone di Mirafiori Sud, facendone il proprio terreno di gioco, sede del centro sportivo e sede sociale
- Centro polivalente "Le Cupole" in Strada del Castello Mirafiori
- Centro sportivo dell'A.S. Atletico Mirafiori, tra Strada delle Cacce e via Portofino
- Centro sportivo della Polisportiva Mirafiori A.S.D. in via Monteponi
- Campo da golf all'interno del Parco Colonnetti, uno dei più grandi e illuminato anche di sera
- Campo da calcio di via Aristide Faccioli, meglio conosciuto come "Porte Gialle" per il colore delle porte
- Campo da calcio di via Gian Carlo Anselmetti
- Campo da calcio in via Bartoli della Polisportiva Vianney

### Parchi e aree verdi

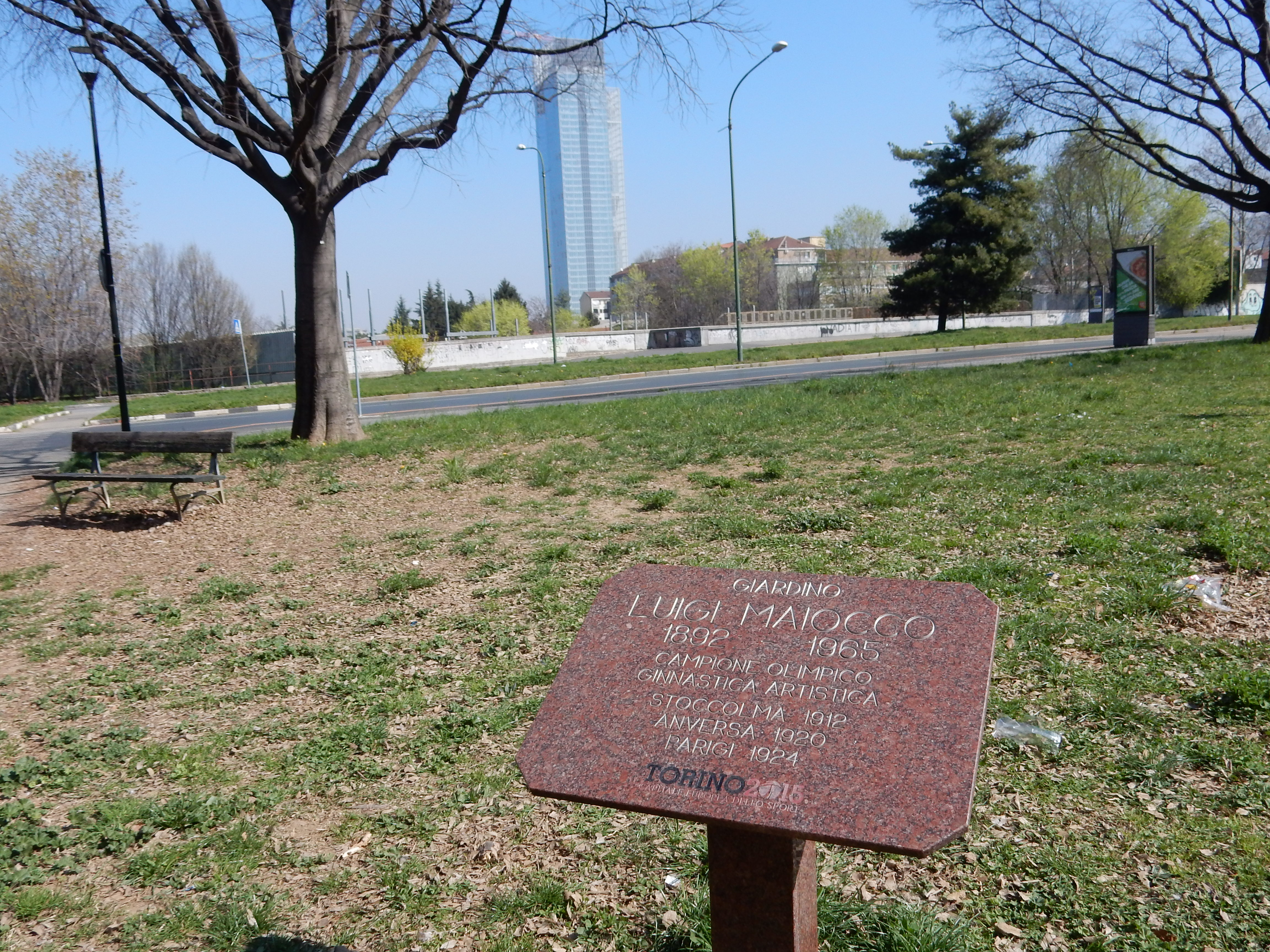
Giardino Luigi Maiocco

- Parco Colonnetti (ex Aeroporto di Torino-Mirafiori)
- Parco Sangone e adiacente Parco Piemonte, già nel comune di Nichelino (Parco Miraflores), con pista ciclabile di collegamento
- Il giardino tra via Formiggini e strada delle Cacce, intitolato dal Comune di Torino al pilota automobilistico Nino Farina il 28 Settembre 2000[12]
- Il giardino in via Farinelli all'incrocio con via Palmiro Togliatti, intitolato dal Comune di Torino alla senatrice a vita Camilla Ravera il 21 Ottobre 2008[13]
- Il giardino "17 Febbraio 1848" tra via Palmiro Togliatti e via Gaspero Barbera, così intitolato dal Comune di Torino il 19 gennaio 2010 in ricordo del riconoscimento dei pieni diritti civili e politici alla comunità Valdese[14]
- L'area verde in via Negarville 8, nei pressi della parrocchia San Luca, intitolata al sindacalista e deputato Emilio Pugno, è stata ristrutturata e riqualificata nel 2018 e 2019 ed inaugurata il 5 giugno 2019. Il giardino ha due grandi tavoli conviviali, amache, due tavoli da ping pong, tavolini con sedute e una grande piastra polivalente per il calcetto e il basket.
- L'area verde attrezzata di Corso Unione Sovietica angolo via Monteponi, intitolata dal Comune di Torino all'attivista politica antifascista Felicita Ferrero il 25 ottobre 2017[15]
- Il giardino compreso tra strada del Castello di Mirafiori e via Vivanti, intitolato dal Comune di Torino il 26 ottobre 2017 al diplomatico svedese Raoul Wallenberg che durante la seconda guerra mondiale salvò migliaia di ebrei in Ungheria dalle deportazioni naziste nei campi di concentramento
- L'area verde con giochi compresa tra corso Caio Plinio e corso Maroncelli, intitolata dal Comune di Torino al ginnasta olimpionico Luigi Maiocco nel settembre 2015[16]

## Neimedia
- Alle Basse di Mirafiori, nel panorama delle case di via Artom e di via Fratelli Garrone, fu girato ed ambientato il film La ragazza di via Millelire, del 1980, di Gianni Serra che, all'epoca della presentazione al Festival del Cinema di Venezia, suscitò molte polemiche e critiche negative. Già otto anni prima una troupe romana della RAI aveva realizzato un servizio sul degrado dell'omonima via, mettendo in mano agli alunni della scuola Adelaide Cairoli delle sigarette.[17]
- Alcune scene del film di Dario Argento Non ho sonno del 2001, furono girate presso i Teatri di posa Euphon Communications, negli spazi del Comprensorio Fiat Mirafiori di Strada della Manta, 24.
- La celebre porta principale n. 5 della Fiat Mirafiori, di Corso Agnelli/Corso Traiano/Piazza Caio Mario, fu spesso teatro di numerose manifestazioni di protesta e di contestazioni dei lavoratori dell'industria automobilistica degli anni settanta e ottanta (come la Marcia dei quarantamila), tanto da apparire in molti servizi televisivi e in molti film, uno per tutti la fiction Il sorteggio, regia di Giacomo Campiotti, del 2010.